# Związek Zawodowy Efling
Związek Zawodowy Efling (isl. Efling stéttarfélag, Efling) – islandzki związek zawodowy działający od 1998. Jest związkiem ogólnym i zrzesza pracowników z bardzo wielu sektorów gospodarki.
Efling należy do Islandzkiej Konfederacji Pracy (ASÍ) oraz Islandzkiego Związku Marynarzy (SSÍ).

## Historia
Efling został założony w grudniu 1998 i rozpoczął działalność pod koniec 1999. Związek powstał z połączenia związków Dagsbrún oraz Framsókn ze stowarzyszeniem Sókn oraz ze stowarzyszeniem pracowników restauracyjnych. Na przełomie lat 1999-2000 organizacja połączyła się z Iðja, zrzeszeniem pracowników przemysłowych w Reykjavíku. Z dniem 1 stycznia 2009 doszło do połączenia związku zawodowego rybaków Boðinn ze związkiem zawodowym Efling.
W 2024 Efling liczył około 27 000 zrzeszonych pracowników.